# Кістер (Міннесота)
Кістер (англ. Kiester) — місто (англ. city) в США, в окрузі Феріболт штату Міннесота. Населення — 488 осіб (2020).

## Географія
Кістер розташований за координатами 43°32′12″ пн. ш. 93°42′40″ зх. д. / 43.53667° пн. ш. 93.71111° зх. д. (43.536537, -93.711161).  За даними Бюро перепису населення США в 2010 році місто мало площу 1,13 км², уся площа — суходіл.

## Демографія
Згідно з переписом 2010 року, у місті мешкала 501 особа в 246 домогосподарствах у складі 141 родини. Густота населення становила 443 особи/км².  Було 281 помешкання (249/км²).
Расовий склад населення:
| - 97,2 % — білих - 0,4 % — азіатів - 1,2 % — осіб інших рас |

До двох чи більше рас належало 1,2 %. Частка іспаномовних становила 4,2 % від усіх жителів.
За віковим діапазоном населення розподілялося таким чином: 17,2 % — особи молодші 18 років, 56,7 % — особи у віці 18—64 років, 26,1 % — особи у віці 65 років та старші. Медіана віку мешканця становила 47,8 року. На 100 осіб жіночої статі у місті припадало 106,2 чоловіків;  на 100 жінок у віці від 18 років та старших — 102,4 чоловіків також старших 18 років.
Середній дохід на одне домашнє господарство  становив 49 341 долар США (медіана — 34 453), а середній дохід на одну сім'ю — 61 281 долар (медіана — 39 792). За межею бідності перебувало 12,1 % осіб, у тому числі 23,4 % дітей у віці до 18 років та 6,3 % осіб у віці 65 років та старших.
Цивільне працевлаштоване населення становило 230 осіб. Основні галузі зайнятості: виробництво — 22,6 %, роздрібна торгівля — 18,7 %, транспорт — 14,8 %, мистецтво, розваги та відпочинок — 13,0 %.